# Кунадзе, Георгий Фридрихович
Гео́ргий Фри́дрихович Куна́дзе (род. 21 декабря 1948, Москва, СССР) — российский дипломат. Заместитель министра иностранных дел Российской Федерации (1991—1993). Действительный государственный советник Российской Федерации 2 класса (2005), Чрезвычайный и полномочный посол (1992), кандидат исторических наук.

## Биография
Окончил Институт восточных языков при МГУ (1971). На дипломатической работе с 1983 года. Кандидат исторических наук. Владеет японским и английским языками.
- В 1971—1983 годах — старший научно-технический, младший научный, старший научный сотрудник Института востоковедения АН СССР.
- В 1983—1987 годах — атташе по науке Посольства СССР в Японии.
- В 1987—1991 годах — заведующий сектором, заведующий отделом Института мировой экономики и международных отношений (ИМЭМО).
- С 20 марта 1991 по 30 декабря 1993 года — заместитель министра иностранных дел России А. В. Козырева[1][2]. В данной должности курировал кадровую политику и отношения с государствами Азиатско-Тихоокеанского региона[3].
- С 1 ноября 1993 по 3 июня 1997 года — чрезвычайный и полномочный посол Российской Федерации в Республике Корея[4][5].
- В 1997—1999 годах — заместитель директора Института США и Канады РАН.
- В 1999—2021 годах — главный научный сотрудник ИМЭМО РАН[6].

20 октября 2023 года Министерство юстиции РФ внесло Кунадзе в реестр иностранных агентов.

## Дипломатический ранг
- Чрезвычайный и полномочный посол (5 июня 1992)[8].

## Классный чин
- Действительный государственный советник Российской Федерации 2 класса (20 января 2005)[9].

## Награды
- Медаль «Защитнику свободной России» (22 августа 2002) — За исполнение гражданского долга при защите демократии и конституционного строя 19—21 августа 1991 года[10].

## Семья
Женат, имеет сына.